# 三角洲鳄属
三角洲鳄属（学名：Deltasuchus）是爬行纲下的一个属。其目、科的地位未定。

## 下属物种
本属包括以下物种：
- 马氏三角洲鳄 Deltasuchus motherali Adams et al., 2017